# Union Internationale du Cinéma
De Union Internationale du Cinéma (Unica) is een onafhankelijke internationale organisatie die tot doel heeft:
- Het maken van films en video's bevorderen als instrumenten van internationale communicatie
- Ondersteuning van internationale culturele samenwerking en de erkenning van de onafhankelijkheid en de vrijheid van meningsuiting van de aangesloten federaties.
- Vertegenwoordiging van de aangesloten federaties bij de UNESCO

Unica is lid van de UNESCO-raad.

## Organisatie
Het hoogste orgaan van de UNICA is de algemene vergadering, waarin alle betrokken organisaties het recht van deelname en stemming hebben.
UNICA wordt geleid door een comité, dat bestaat uit 10 leden. De leden worden gekozen voor een periode van drie jaar door de algemene vergadering. Er zijn 33 landen aangesloten bij de Unica.

## Activiteiten
Unica beheert een filmarchief, dat is opgericht in 1938. Het archief bevat momenteel meer dan 900 film- en videoproducties. De oudste film dateert van 1935. De films worden gratis beschikbaar gesteld aan de aangesloten organisaties.  De aangesloten organisaties hebben toegang tot een catalogus met gedetailleerde informatie over de gearchiveerde films.
De Unica stelt een medaille op aanvraag van aangesloten organisaties beschikbaar aan personen, die zich verdienstelijk hebben gemaakt voor het amateurfilmen.
De aangesloten organisaties worden door Unica news, een informatiebulletin, op de hoogte gehouden van de laatste ontwikkelingen. Het bulletin verschijnt drie tot vier keer per jaar in verschillende talen. Bij speciale gelegenheden worden extra publicaties verspreid.
De Algemene Ledenvergadering wordt jaarlijks gehouden, waarbij de vertegenwoordigers van de aangesloten organisaties elkaar ontmoeten, te discussiëren en toekomstige ontwikkelingen te bespreken.

## Unicafestival
Het eerste Unicacongres vond plaats in 1931 in Brussel. Aan het 1e Concours International du meilleur Film d'Amateur namen Engeland, Oostenrijk, België, Frankrijk en Nederland deel. Adriaan Boer was aanwezig namens Nederland. De twee Nederlandse inzendingen hadden groot succes. De film Mensch en Water van de amateurfilmers Cannegieter en Van de Ende wonnen de eerste prijs. De tweede prijs was voor Droom van een H.F.C.-ertje van Dick Laan.
Het jaar erop had Amsterdam de eer. Het werd georganiseerd door de Nederlandsche Smalfilm Liga, die het jaar ervoor was opgericht. Sindsdien is er elk jaar een Unicacongres. Alleen tijdens de Tweede Wereldoorlog was er een onderbreking.
Op het jaarlijkse Unicafestival presenteert elke aangesloten organisatie een selectie van de beste films van het afgelopen jaar. De jury bestaat o.a. uit professionele filmmakers, die de beste films honoreren met een gouden, zilveren of bronzen medaille. De jurydiscussie is openbaar en wordt simultaan vertaald.
Voor jongeren tot 25 jaar is er een speciaal jongerenprogramma.
De One Minute Movie Cup is onderdeel van het festival. De beste 1-minuutfilms strijden in een competitie tegen elkaar. Het publiek heeft de mogelijkheid in contact te treden met de makers en over de films te discussiëren.
Het festival wordt ieder jaar in een ander aangesloten land georganiseerd en biedt ook recreatieve en sociale evenementen, zoals excursies.